# Zweistrahliges Flugzeug

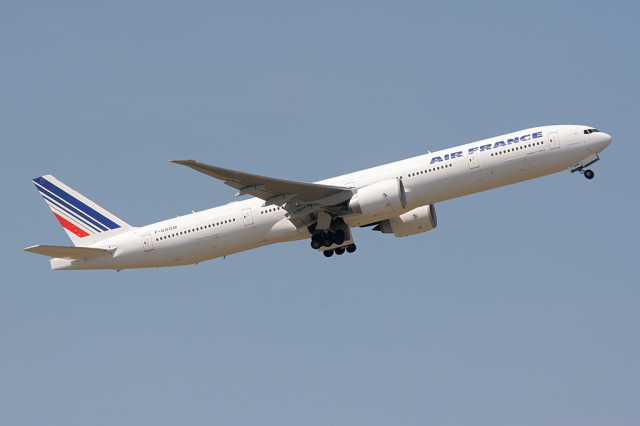
Eine startende Boeing 777-300ER der Air France, der größte zweistrahlige Flugzeugtyp, der bisher gebaut wurde

Zweistrahlige Flugzeuge, sogenannte Twinjets, werden von zwei Strahltriebwerken angetrieben. Sie wurden parallel zu den einstrahligen Typen bereits während des Zweiten Weltkriegs durch Arado, Heinkel, Messerschmitt, Gloster und Bell entwickelt. Nach dem Ende des Weltkriegs nahmen die technische Fortentwicklung und die Gesamtzahl der produzierten Flugzeugtypen sehr stark zu, besonders im militärischen Bereich (Lockheed, Boeing, Northrop, MiG, Iljuschin, Suchoi usw.). Produktionszahlen von mehreren tausend Stück für Militärflugzeuge eines einzelnen Typs waren seit den 1950er-Jahren keine Seltenheit. Mit der Weiterentwicklung leistungsstärkerer Triebwerke und eines stark zunehmenden Bedarfs wurden seit den 1960ern auch vermehrt zivile Modelle konstruiert, beispielsweise von den Herstellern Boeing, Lockheed, Airbus, Iljuschin, Tupolew.
Moderne Twinjets sind sehr leistungsstark und können für alle Flugstreckenbereiche eingesetzt werden. Es werden sowohl sehr kleine (z. B. mit 10 m Länge Eclipse 500 und Embraer Phenom 100) als auch sehr große (z. B. mit bis über 60 m Länge Airbus 350 und Boeing 777) Typen gebaut.

## Konstruktionsmerkmale

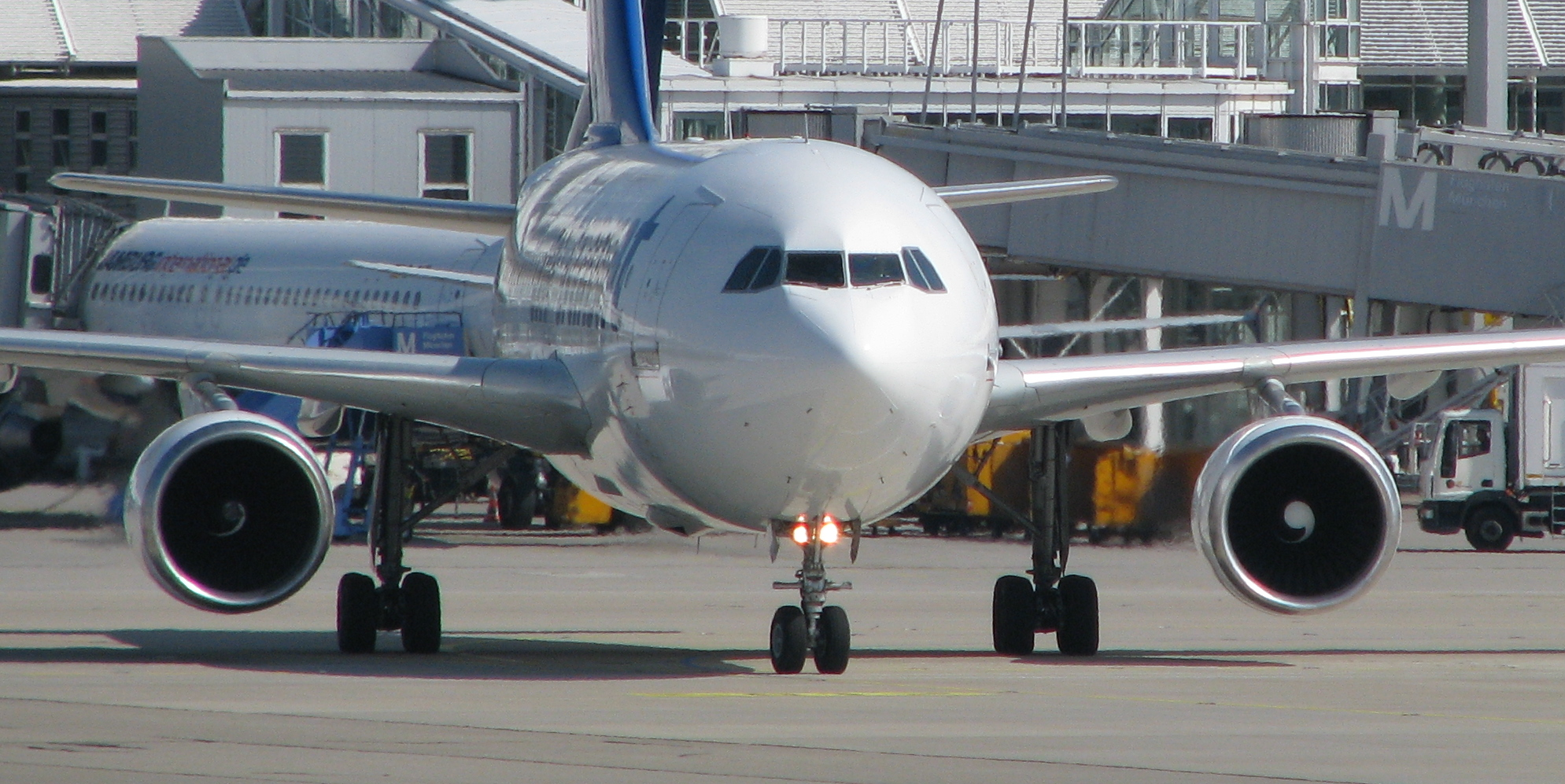
Jets in Gondeln unterhalb der Tragflächen (A310)

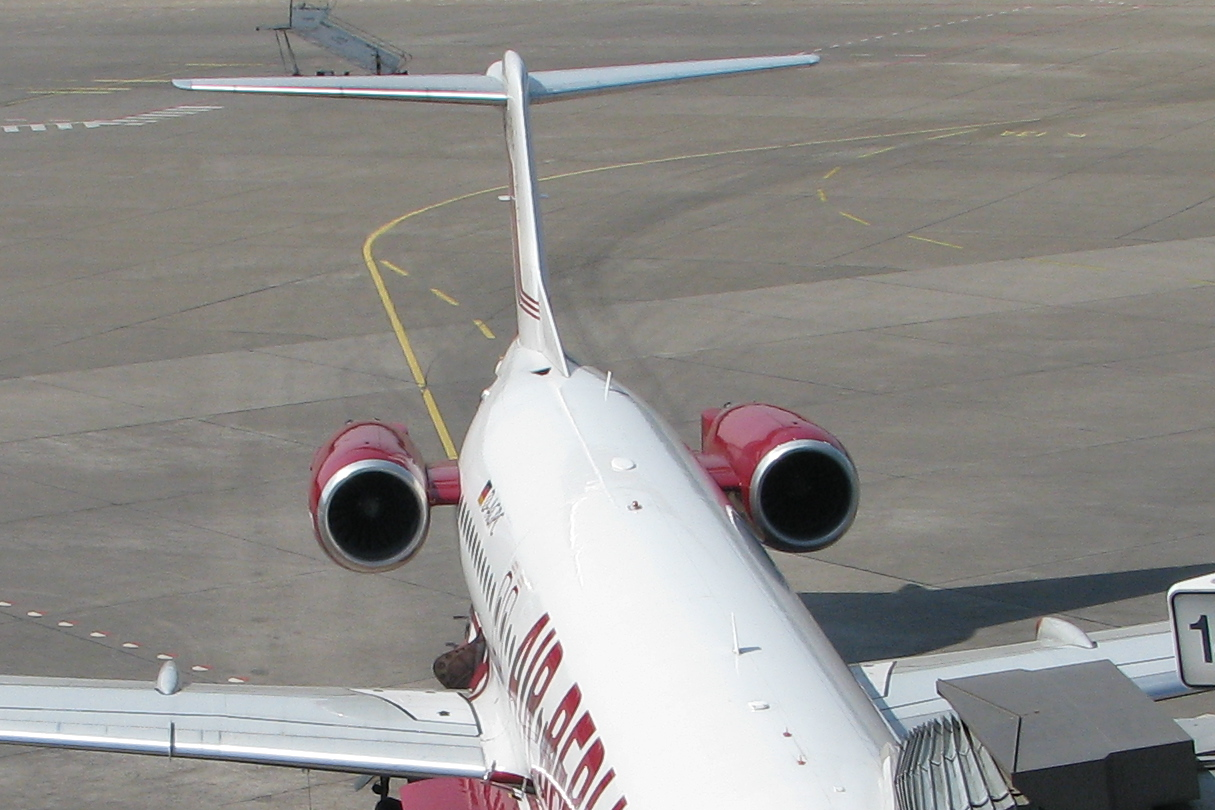
Jets in Gondeln seitlich am Heck (Fokker 100)

Hecktriebwerk, Lufteinlass seitlich (F-5E)

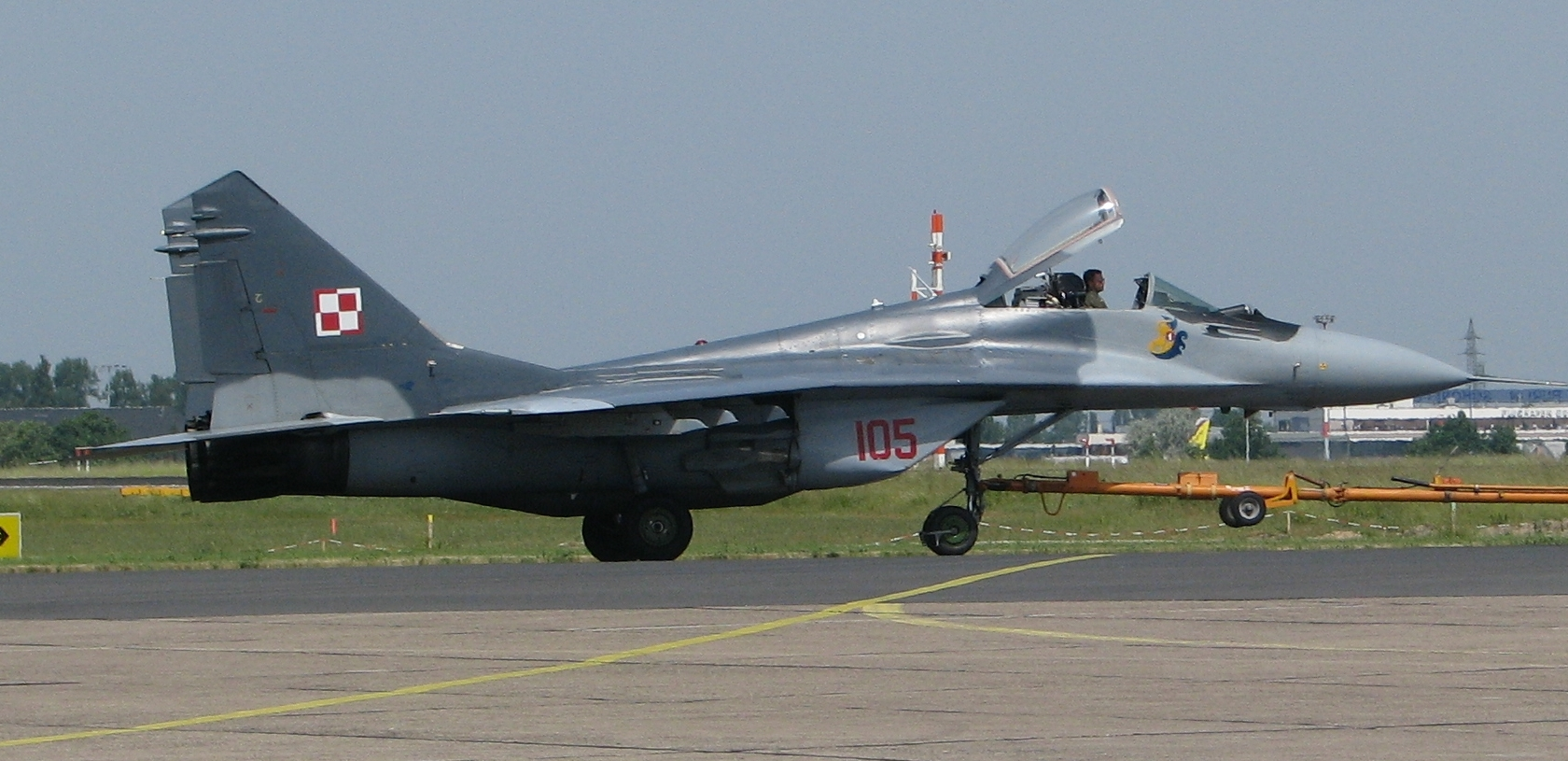
Hecktriebwerk, Lufteinlass unter dem Rumpf (MiG-29)

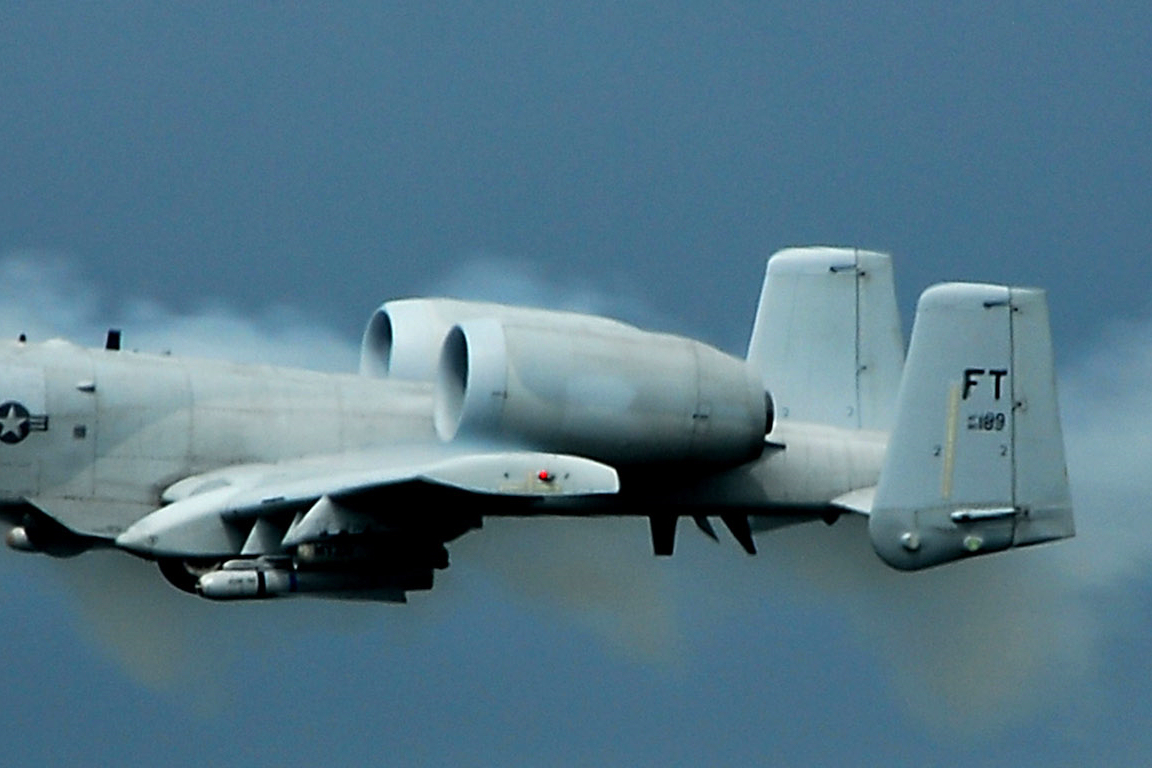
Jets oberhalb der Tragflächen (A-10)

Es gibt einige typische Konstruktionen für die Anordnung der beiden Strahltriebwerke. Bei modernen Passagierflugzeugen stehen Sicherheitsaspekte im Vordergrund. Triebwerke müssen im Gegensatz zu militärischen Maschinen in ausreichendem Abstand zum Rumpf angeordnet werden, um bei etwaigen Bränden oder bei Brüchen der Schaufeln die Sicherheit der Passagiere zu maximieren. Bei Militärmaschinen werden die Triebwerke im Rumpf selbst oder rumpfnah eingebaut, um eine maximale Wendigkeit zu erreichen.

### Triebwerke unterhalb der Tragflächen
Die beiden Triebwerke werden unterhalb der Tragflächen links und rechts in Abstand zum Rumpf in Triebwerksgondeln angebracht, heute typisch für die meisten größeren Passagierflugzeuge (z. B. Airbus und Boeing). Bei etwaigen Triebwerksexplosionen ist ein ausreichender Abstand zum Rumpf gewährleistet. Es werden weniger Vibrationen an den Rumpf übertragen. Im Vergleich zu Hecktriebwerken ist die Zugänglichkeit für Kontrollen und Wartung wesentlich besser.
Nachteile: Die Beherrschbarkeit während Triebwerksausfällen ist deutlich schlechter, da der Hebelarm des Schubverlusts im Vergleich zu Heck- oder Rumpftriebwerken sehr lang ist. Die Triebwerke haben bei Starts und Landungen nur einen geringen Abstand zum Boden, was das Einsaugen von Schmutz und Fremdkörpern begünstigt. Der Lärmpegel ist im Passagierbereich (außer ganz hinten) erheblich höher als bei Hecktriebwerken.

### Triebwerke seitlich am Heck
Die Triebwerke sind beidseitig am Ende des Rumpfes mit Abstandshaltern (beispielsweise bei Embraer, Bombardier oder MD-80/90) in Triebwerksgondeln befestigt. Insbesondere bei kleinen Maschinen ist dies der einzige Weg, einen ausreichenden Abstand zum Boden zu erhalten. Ein Vorteil ist es, aerodynamisch sehr „saubere“ Tragflächen konstruieren zu können, bei denen die Umströmung nicht durch Triebwerke und deren Aufhängungen gestört wird. Durch die rumpfnahe Anordnung ist der Lärmpegel im hinteren Passagierbereich etwas erhöht, dafür aber im größten Teil der Kabine äußerst niedrig.

### Hecktriebwerk
Die Schubdüsen befinden sich am Ende des Rumpfes, Verdichter, Brennkammer und Turbine sind vollständig in den Rumpf integriert, der Lufteinlass erfolgt durch Öffnung beidseitig am Rumpf oder unterhalb des Rumpfes. Diese Anordnung ist typisch für den größten Teil der militärisch genutzten zweistrahligen Maschinen.
Insbesondere bei Stealth-Flugzeugen kann das Hecktriebwerk auch durch eine spezielle Konstruktion der Tragflächen oder einen verlängerten Rumpf nach unten hin verkleidet sein, um eine Ortung zu erschweren.

### Triebwerke seitlich am Rumpf
Die Triebwerke befinden sich beidseitig direkt am Rumpf, meist zwischen Rumpf und Tragflächen befestigt. Diese Bauweise findet sich bei einigen Militärflugzeugen (z. B. North American A-5 oder Xian H-6).

### Triebwerke oberhalb der Tragflächen
Bei einigen Typen werden die beiden Triebwerke oberhalb der Tragflächen angeordnet, entweder direkt über den Tragflächen (z. B. VFW-614, Berijew Be-200, HondaJet) oder etwas dahinter (z. B. A-10). Durch diese Konstruktion werden die Triebwerke zusätzlich geschützt vor dem Ansaugen von Wasser oder Schmutz.

### Integration der Triebwerke in die Tragflächen
Seltener ist eine direkte Integration der Triebwerke in die Tragflächen (z. B. Lockheed SR-71), nicht zuletzt aufgrund von Sicherheitsaspekten.

## Vor- und Nachteile
Flugzeuge mit zwei Triebwerken sind im Allgemeinen betriebsgünstiger als Flugzeuge mit mehr Triebwerken. Allerdings muss sichergestellt werden, dass bei Ausfall eines Triebwerks das Flugzeug noch ausreichend lange mit dem anderen Triebwerk geflogen werden kann, um eine sichere Landung zu ermöglichen. Die ETOPS-Regelungen der Luftfahrtbehörden müssen sehr genau eingehalten werden, insbesondere bei Flügen in größerer Entfernung zu Ausweichflughäfen.
Die Triebwerke sind generell größer als bei drei- oder mehrstrahligen Flugzeugen, dadurch effizienter im Einsatz. Die Triebwerke sind relativ leistungsstärker, da im Notfall ein einziges Triebwerk das Flugzeug antreiben können muss (1/2 Maximalleistung). Damit verbunden ist auch eine höhere Steigleistung (da das Flugzeug relativ „übermotorisiert“ ist).
Die Betriebsleistung selbst ist niedriger als bei vierstrahligen Flugzeugen und damit weiter entfernt vom optimalen Betriebspunkt der Triebwerke.

## Klassifizierung der Twinjets mit primär zivilem Einsatz nach Abmessung und Produktion
Hinweis zur Tabelle: Zum schnellen Überblick sind die im Jahre 2015 eingesetzten Flugzeugtypen hellblau hinterlegt. Die Spalten lassen sich durch Anklicken der kleinen Pfeile in der Überschriftenleiste sortieren.
| Flugzeugtyp                                                                                       | Bild            | Befestigung der Triebwerke | Produktion (Zeitraum) | Länge (von-bis) in m | Spannweite (von-bis) in m | Stück Produktion (2012) | Stück einsatz- fähig (2012) | Land                                               | Bemerkung |
| ------------------------------------------------------------------------------------------------- | --------------- | -------------------------- | --------------------- | -------------------- | ------------------------- | ----------------------- | --------------------------- | -------------------------------------------------- | --- |
| Adam A700                                                                                         | A700            | seitlich am Heck           | 2003–2008             | 12 m                 | 13 m                      | 2                       | 2                           | Vereinigte Staaten                                 | Prototypen, Geschäftsreiseflugzeug (Very Light Jet)                                                                               |
| Aérospatiale (Sud Aviation) SE 210 Caravelle                                                      | Caravelle       | seitlich am Heck           | 1955–1972             | 32–36 m              | 34 m                      | 282                     | –                           | Frankreich                                         | Kurz- und Mittelstrecken- Verkehrsflugzeug                                                                                        |
| Aérospatiale SN 601 Corvette                                                                      | SN 601          | seitlich am Heck           | 1970–1978             | 13 m                 | 13 m                      | 40                      |                             | Frankreich                                         | Geschäftsreiseflugzeug |
| Airbus A300                                                                                       | A300            | unter den Tragflächen      | 1972–2007             | 53–54 m              | 44 m                      | 561                     | 312                         | Frankreich / Deutschland / europäisches Konsortium | Mittelstrecken-Großraumflugzeug                                                                                                   |
| Airbus A300-600ST Beluga                                                                          | A300            | unter den Tragflächen      | 1994–1999             | 56 m                 | 44 m                      | 5                       | 5                           | Frankreich / Deutschland / europäisches Konsortium | großvolumiges Transportflugzeug (für Airbus-Flugzeugproduktion)                                                                   |
| Airbus A310                                                                                       | A310            | unter den Tragflächen      | 1982–2007             | 46 m                 | 43 m                      | 255                     | 166                         | Frankreich / Deutschland / europäisches Konsortium | verkürzte Variante der A300, Mittel- und Langstrecken-Großraumflugzeug                                                            |
| Airbus A318                                                                                       | A318            | unter den Tragflächen      | 2002–                 | 31 m                 | 34 m                      | 78                      | 70                          | Frankreich / Deutschland / europäisches Konsortium | Mittel- und Langstrecken-Standardrumpfflugzeug, kleinster Airbus                                                                  |
| Airbus A319                                                                                       | A319            | unter den Tragflächen      | 1995–                 | 33 m                 | 34 m                      | 1.357                   | 1.352                       | Frankreich / Deutschland / europäisches Konsortium | Mittelstrecken-Standardrumpfflugzeug, auch Geschäftsreiseflugzeug A319 CJ (Corporate Jetliner)                                    |
| Airbus A320                                                                                       | A319            | unter den Tragflächen      | 1987–                 | 37 m                 | 34 m                      | 3.192                   | 3.041                       | Frankreich / Deutschland / europäisches Konsortium | Mittelstrecken-Standardrumpfflugzeug                                                                                              |
| Airbus A321                                                                                       | A319            | unter den Tragflächen      | 1993–                 | 44 m                 | 34 m                      | 775                     | 771                         | Frankreich / Deutschland / europäisches Konsortium | Mittelstrecken-Standardrumpfflugzeug                                                                                              |
| Airbus A330-200 / -300                                                                            | A330            | unter den Tragflächen      | 1992–                 | 58–63 m              | 60 m                      | 938                     | 931                         | Frankreich / Deutschland / europäisches Konsortium | Großraum-Mittel- bzw. Langstreckenflugzeug                                                                                        |
| Airbus A350                                                                                       | A350 Vietnam AL | unter den Tragflächen      | 2013–                 | 60–73 m              | 64 m                      |                         |                             | Frankreich / Deutschland / europäisches Konsortium | Großraumflugzeug |
| Antonow An-148                                                                                    | An-148          | unter den Tragflächen      | 2004–                 | 29 m                 | 29 m                      | 24+                     | 16+                         | Ukraine                                            | Passagierflugzeug, Regionalverkehrsflugzeug                                                                                       |
| Antonow An-158                                                                                    | An-158          | unter den Tragflächen      | 2010–                 | 34 m                 | 29 m                      | 12 (ca.)                | 6                           | Ukraine                                            | Passagierflugzeug, Regionalverkehrsflugzeug                                                                                       |
| ATG Javelin                                                                                       | Javelin         | seitlich am Heck           | 2005–2007             | 11 m                 | 8 m                       | 1                       | –                           | Vereinigte Staaten                                 | Prototyp, Geschäftsreiseflugzeug (Very Light Jet), Entwicklung eingestellt                                                        |
| BAC 1-11, BAC One-Eleven                                                                          | BAC 1-11        | seitlich am Heck           | 1963–1989             | 28–32 m              | 27–28 m                   | 244                     | 3                           | Vereinigtes Königreich                             | Kurz- und Mittelstreckenflugzeug; drei Exemplare als Testflugzeuge bei Northrop Grumman                                           |
| Berijew Be-200                                                                                    | Be-200          | oberhalb des Rumpfes       | 1998–                 | 32 m                 | 32 m                      | 9                       |                             | Russland                                           | Amphibienflugzeug, kleine Version der Berijew Be-42                                                                               |
| Boeing 717 (= MD-95)                                                                              | B-717           | seitlich am Heck           | 1998–2006             | 37 m                 | 28 m                      | 156                     | 142                         | Vereinigte Staaten                                 | Kurz- und Mittelstrecken-Standardrumpf- flugzeug                                                                                  |
| Boeing 737                                                                                        | B-737           | unter den Tragflächen      | 1968–                 | 28–42 m              | 28–35 m                   | 6.062                   | 4.928                       | Vereinigte Staaten                                 | meistgebautes Standardrumpf- flugzeug                                                                                             |
| Boeing 757                                                                                        | B-757           | unter den Tragflächen      | 1982–2004             | 47–54 m              | 38 m                      | 1.049                   | 970                         | Vereinigte Staaten                                 | Standardrumpfflugzeug |
| Boeing 767                                                                                        | B-767           | unter den Tragflächen      | 1981–                 | 48–61 m              | 47–51 m                   | 983                     | 864                         | Vereinigte Staaten                                 | Großraumflugzeug |
| Boeing 777                                                                                        | B-777           | unter den Tragflächen      | 1994–                 | 63–73 m              | 60–64 m                   | 840                     | 780                         | Vereinigte Staaten                                 | Großraumflugzeug |
| Boeing 787                                                                                        | B-787           | unter den Tragflächen      | 2009–                 | 57–63 m              | 52–63 m                   | 1+                      | 1+                          | Vereinigte Staaten                                 | erstes Großraumflugzeug, dessen Rumpf zu einem Großteil aus CFK besteht                                                           |
| Boeing MD-90                                                                                      | MD-90           | seitlich am Heck           | 1993–2000             | 46 m                 | 32 m                      | 116 (ca.)               | 109                         | Vereinigte Staaten                                 | Standardrumpfflugzeug |
| Bombardier Canadair Regional Jet CRJ100 / 200 / 440 / 800                                         | CRJ200          | seitlich am Heck           | 1991–                 | 27 m                 | 21 m                      |                         | 925+                        | Kanada                                             | Regionalverkehrsflugzeug |
| Bombardier Canadair Regional Jet CRJ700 / 900 / 1000                                              | CRJ705          | seitlich am Heck           | 1999–                 | 32–39 m              | 23–26 m                   |                         | 497                         | Kanada                                             | Regionalverkehrsflugzeug |
| Bombardier Challenger 300                                                                         | Challenger 300  | seitlich am Heck           | 2001–                 | 21 m                 | 19 m                      | 230+                    |                             | Kanada                                             | Langstrecken-Geschäftsreiseflugzeug                                                                                               |
| Bombardier Global Express / Global 5000                                                           | Global Express  | seitlich am Heck           | 1996–                 | 28 m                 | 29–30 m                   | 260+                    |                             | Kanada                                             | Langstrecken-Geschäftsreiseflugzeug                                                                                               |
| Airbus A220                                                                                       | Airbus A220     | unter den Tragflächen      | 2013–                 | 35–38 m              | 35 m                      |                         |                             | Kanada                                             | Mittelstreckenflugzeug |
| Bombardier Learjet Familie                                                                        | Learjet         | seitlich am Heck           | 1963–                 | 17–18 m              | 13–15 m                   | 1.300+                  |                             | Vereinigte Staaten                                 | Geschäftsreiseflugzeug |
| Cessna Citation CitationJet, Encore, XLS, Sovereign, X                                            | Citation        | seitlich am Heck           | 1969–                 | 13–22 m              | 14–19 m                   | 5.000+                  |                             | Vereinigte Staaten                                 | Geschäftsreiseflugzeug |
| Cessna Citation Mustang (= Modell 510)                                                            | Mustang         | seitlich am Heck           | 2005–                 | 12 m                 | 13 m                      | 300+                    |                             | Vereinigte Staaten                                 | Geschäftsreiseflugzeug (Very Light Jet)                                                                                           |
| Comac C909 Xiángfèng                                                                              | Comac C909      | seitlich am Heck           | 2007–                 | 33–36 m              | 27 m                      | 4                       | 4                           | Volksrepublik China                                | Flugtestphase, Regionalverkehrsflugzeug                                                                                           |
| Comac C919                                                                                        | C919            | unter den Tragflächen      | 2010–                 | 38 m                 | 35 m                      |                         |                             | Volksrepublik China                                | in Entwicklung, Mittelstrecken-Standardrumpfflugzeug                                                                              |
| Dassault Falcon / Mystère 10, 100, 10MER                                                          | Falcon 10       | seitlich am Heck           | 1970–1989             | 14 m                 | 13 m                      | 226                     |                             | Frankreich                                         | Geschäftsreiseflugzeug; Spezialversion für das Militär 10MER (7 Expl.)                                                            |
| Dassault Falcon / Mystère 20, 200, HU-25                                                          | Falcon 20       | seitlich am Heck           | 1963–1988             | 17 m                 | 16 m                      | 508                     |                             | Frankreich                                         | Geschäftsreiseflugzeug |
| Dassault Falcon 2000, 2000S                                                                       | Falcon 2000     | seitlich am Heck           | 1993–                 | 20 m                 | 21 m                      | 480+                    |                             | Frankreich                                         | Geschäftsreiseflugzeug; ab 2012 aktualisierte Version 2000S                                                                       |
| Dassault Mercure                                                                                  | Mercure         | unter den Tragflächen      | 1971–1975             | 34 m                 | 30 m                      | 12                      | –                           | Frankreich                                         | Gemeinschaftsprojekt von Dassault Aviation mit Fiat (Italien), CASA (Spanien), ADAP (Belgien), FW (Schweiz) und Canadair (Kanada) |
| Dornier 328-300 / 328JET                                                                          | 328JET          | unter den Tragflächen      | 1998–2008             | 21 m                 | 20 m                      | 110                     | 99                          | Deutschland                                        | Regional-Verkehrsflugzeug |
| Douglas DC-9                                                                                      | DC-9            | seitlich am Heck           | 1965–1982             | 31–40 m              | 27–36 m                   | 976                     | 495                         | Vereinigte Staaten                                 | Standardrumpfflugzeug |
| Eclipse 500                                                                                       | Eclipse 500     | seitlich am Heck           | 2002–2008             | 10 m                 | 11 m                      | 259                     |                             | Vereinigte Staaten                                 | Projekt derzeit gestoppt, Geschäftsreiseflugzeug (Very Light Jet)                                                                 |
| Embraer-ERJ-145-Familie (ERJ 135, EMB 135KL / ERJ 140, ERJ 145, Herbin ERJ 145, Legacy 500 / 600) | ERJ 145         | seitlich am Heck           | 1995–                 | 26–29 m              | 20–21 m                   | 1.100+                  | 1.000+                      | Brasilien                                          | Regional-Verkehrsflugzeug |
| Embraer E-Jets 170, 175, 190, 195                                                                 | E-Jet 190       | unter den Tragflächen      | 2002–                 | 29–38 m              | 26–28 m                   |                         | 537                         | Brasilien                                          | Regionalverkehrsflugzeug |
| Embraer Lineage 1000                                                                              | Lineage 1000    | unter den Tragflächen      | 2008–                 | 36 m                 | 29 m                      |                         |                             | Brasilien                                          | großes Geschäftsflugzeug, Variante des E-Jet 190                                                                                  |
| Embraer Phenom 100                                                                                | Phenom 100      | seitlich am Heck           | 2007–                 | 12 m                 | 12 m                      | 12 ca.                  |                             | Brasilien                                          | Geschäftsreiseflugzeug (Very Light Jet)                                                                                           |
| Embraer Phenom 300                                                                                | Phenom 300      | seitlich am Heck           | 2008–                 | 15 m                 | 16 m                      |                         |                             | Brasilien                                          | Geschäftsreiseflugzeug |
| Emivest Aerospace SJ30                                                                            | SJ30            | seitlich am Heck           | 1996, 2006–           | 14 m                 | 13 m                      | 2                       |                             | Vereinigte Staaten                                 | Geschäftsreiseflugzeug, bis 2008 Sino-Swearingen SJ30-2                                                                           |
| Fokker F28 Fellowship                                                                             | F28             | seitlich am Heck           | 1967–1987             | 27–29 m              | 23–25 m                   | 241                     | 20                          | Niederlande                                        | Kurzstrecken-Verkehrsflugzeug |
| Fokker 70                                                                                         | F70             | seitlich am Heck           | 1993–1997             | 30 m                 | 28 m                      | 48                      | 43                          | Niederlande                                        | Regionalverkehrsflugzeug |
| Fokker 100                                                                                        | F100            | seitlich am Heck           | 1986–1997             | 35 m                 | 28 m                      | 277                     | 229                         | Niederlande                                        | Kurzstreckenflugzeug |
| Grumman Gulfstream II, C-11                                                                       | G-II            | seitlich am Heck           | 1967–1978 (ca.)       | 24 m                 | 21 m                      | 283                     |                             | Vereinigte Staaten                                 | Geschäftsreiseflugzeug |
| Gulfstream III                                                                                    | G-III           | seitlich am Heck           | 1979–1986             | 25 m                 | 23 m                      | 206                     |                             | Vereinigte Staaten                                 | Geschäftsreiseflugzeug |
| Gulfstream IV                                                                                     | G-IV            | seitlich am Heck           | 1997–2003             | 23 m                 | 27 m                      | 535+                    |                             | Vereinigte Staaten                                 | Geschäftsreiseflugzeug |
| Gulfstream V / G500 / G550                                                                        | G500            | seitlich am Heck           | 1999–                 | 29 m                 | 28 m                      | 124+                    |                             | Vereinigte Staaten                                 | Geschäftsreiseflugzeug |
| Gulfstream G650                                                                                   | G650            | seitlich am Heck           | 2009–                 | 30 m                 | 36 m                      |                         |                             | Vereinigte Staaten                                 | Geschäftsreiseflugzeug |
| Hawker 400 / 400XP / 400XPR                                                                       | Hawker 400      | seitlich am Heck           | 1985–                 | 15 m                 | 13 m                      | 40+                     |                             | Vereinigte Staaten                                 | Geschäftsreiseflugzeug, Variante des Raytheon Beechjet 400                                                                        |
| Hawker 800 / 800XP / 800XPR                                                                       | Hawker 800XP    | seitlich am Heck           | 1983–2013             | 16 m                 | 17 m                      | 650                     |                             | Vereinigte Staaten                                 | Geschäftsreiseflugzeug, Varianten der BAe 125; auch militärische Nutzung                                                          |
| Hawker 4000 Horizon                                                                               | Hawker 4000     | seitlich am Heck           | 2008–                 | 21 m                 | 19 m                      | 10+                     | 10+                         | Vereinigte Staaten                                 | Geschäftsreiseflugzeug |
| Hawker Beechcraft 390 Premier                                                                     | Hawker 390      | seitlich am Heck           | 2001–                 | 14 m                 | 14 m                      | 260+                    | 260+                        | Vereinigte Staaten                                 | Geschäftsreiseflugzeug |
| Heinkel-Potez CM 191                                                                              | CM 191          | seitlich am Heck           | 1961–1962             | 12 m                 | 10 m                      | 2                       | –                           | Frankreich / Deutschland                           | Prototypen, zivile Variante der Fouga Magister                                                                                    |
| HFB 320 Hansa Jet                                                                                 | HFB-320         | seitlich am Heck           | 1966–1973             | 16 m                 | 14 m                      | 47                      | 5+ (?)                      | Deutschland                                        | Geschäftsreiseflugzeug; teilweise auch militärischer Einsatz                                                                      |
| Honda HA-420 Hondajet                                                                             | Hondajet        | oberhalb der Tragflächen   | 2003–                 | 13 m                 | 12 m                      | 2                       |                             | Vereinigte Staaten / Japan                         | in Entwicklung, Geschäftsreiseflugzeug (Very Light Jet)                                                                           |
| IAI 1125 Astra / Astra SP / Gulfstream G100                                                       | 1125 Astra      | seitlich am Heck           | 1986–                 | 17 m                 | 16 m                      | 37+                     |                             | Israel                                             | Geschäftsreiseflugzeug, seit 2002 Gulfstream G100                                                                                 |
| McDonnell Douglas DC-9-81 / -82 / -83 / -87                                                       | MD-81           | seitlich am Heck           | 1979–1999             | 39–46 m              | 33 m                      | 1.191                   | 499                         | Vereinigte Staaten                                 | Standardrumpfflugzeug |
| Mitsubishi Regional Jet MRJ70 / MRJ90                                                             | MRJ             | unter den Tragflächen      | 2009–                 | 33–36 m              | 30 m                      | 1                       | 1                           | Japan                                              | Prototyp, Regionalverkehrsflugzeug                                                                                                |
| Pilatus PC-24                                                                                     | PC-24 rollout   | seitlich am Heck           | 2013–                 | 19 m                 | 17 m                      | 1                       | 1                           | Schweiz                                            | Prototyp, Geschäftsreiseflugzeug                                                                                                  |
| Suchoi Superjet 100                                                                               | SSJ100          | unter den Tragflächen      | 2005–                 | 24–35 m              | 28 m                      | 3                       | 2                           | Russland                                           | in Flugtestphase, Regionalverkehrsflugzeug, teilweise westliche Technik                                                           |
| Tupolew Tu-104                                                                                    | xxx             | in den Tragflächen         | 1955–1960             | 40 m                 | 34 m                      | 201                     | –                           | Sowjetunion                                        | nach der De Havilland DH.106 Comet zweites Düsenverkehrsflugzeug der Welt                                                         |
| Tupolew Tu-124                                                                                    | Tu-124          | in den Tragflächen         | 1960–1965             | 30 m                 | 25 m                      | 164                     | –                           | Sowjetunion                                        | Kurzstreckenflugzeug |
| Tupolew Tu-134                                                                                    | Tu-134          | seitlich am Heck           | 1963–1984             | 37 m                 | 29 m                      | 854                     | 228                         | Sowjetunion                                        | Kurzstreckenflugzeug |
| Tupolew Tu-204 / Tu-214                                                                           | Tu-204          | unter den Tragflächen      | 1989-                 | 40–46 m              | 42 m                      | 72 (ca.)                | 39                          | Russland                                           | Mittelstrecken-Standardrumpf- flugzeug                                                                                            |
| Tupolew Tu-334                                                                                    | Tu-334          | seitlich am Heck           | 1999–2003             | 31–37 m              | 29–33 m                   | 2                       | –                           | Russland                                           | Nachfolgerin der Tu-134, noch in Flugerprobung                                                                                    |
| VFW Fokker 614                                                                                    | 614             | oberhalb der Tragflächen   | 1974–1978             | 20 m                 | 21 m                      | 19                      | -                           | Deutschland/ Niederlande                           | 3 Maschinen im militärischen Einsatz                                                                                              |
| Vickers 618 Nene Viking Nene Viking                                                               | [ 21 ]          | unter den Tragflächen      | 1948                  | 20 m                 | 27 m                      | 1                       | –                           | Vereinigtes Königreich                             | Prototyp |
| Vickers 663 Tay-Viscount                                                                          | [ 23 ]          | unter den Tragflächen      | 1950                  | 23 m                 | 27 m                      | 2                       | –                           | Vereinigtes Königreich                             | Prototypen |

## Klassifizierung der Twinjets mit primär militärischem Einsatz nach Abmessung und Produktion
Hinweis zur Tabelle: Zum schnellen Überblick sind die im Jahre 2013 eingesetzten Flugzeugtypen hellblau hinterlegt. Die Spalten lassen sich durch Anklicken der kleinen Pfeile in der Überschriftenleiste sortieren.
| Flugzeugtyp                                                | Bild                                 | Befestigung der Triebwerke              | Produktion (Zeitraum)       | Länge (von-bis) in m | Spannweite (von-bis) in m | Stück Produktion (2012) | Stück einsatz- fähig (2012) | Land                                                     | Bemerkung |
| ---------------------------------------------------------- | ------------------------------------ | --------------------------------------- | --------------------------- | -------------------- | ------------------------- | ----------------------- | --------------------------- | -------------------------------------------------------- | --- |
| Aeritalia G91Y (Fiat G.91Y) Yankee                         | [ 25 ]                               | Heck- triebwerk                         | 1966–1976                   | 12 m                 | 9 m                       | 67 (ca.)                | –                           | Italien                                                  | Jagdbomber, Aufklärer, Trainer, Variante der sonst einstrahligen G.91                                                          |
| Aermacchi M-346                                            | M-346                                | Heck- triebwerk                         | 2004–                       | 11 m                 | 10 m                      | 3                       | 3                           | Italien                                                  | Prototypen, eigenständige Variante der Jak-130                                                                                 |
| AIDC F-CK-1 Ching-Kuo                                      | F-CK-1                               | Heck- triebwerk                         | 1989–1999                   | 14 m                 | 9 m                       | 131                     | 126                         | Taiwan                                                   | Mehrzweckjäger, mit US-Technologie                                                                                             |
| Alexejew / Samoljot 150 (= Baade RB-2)                     | [ 27 ]                               | unter den Tragflächen                   | 1948–1953                   | 27 m                 | 24 m                      | 1                       | –                           | Sowjetunion                                              | Prototyp, Bombenflugzeug |
| Alpha Jet (Dassault/Dornier)                               | Alpha Jet                            | Heck- triebwerk                         | 1973–1984                   | 12 m                 | 9 m                       | 508                     | 295                         | Deutschland / Frankreich                                 | Strahltrainer |
| Antonow An-71                                              | An-71                                | oberhalb der Tragflächen                | 1985 (ca.)                  | 23 m                 | 32 m                      | 3                       | –                           | Sowjetunion                                              | Prototypen, Entwicklung eingestellt, Nachfolgeprojekt Jakowlew Jak-44                                                          |
| Antonow An-72 bis AN-74-200 Coaler                         | An-72                                | oberhalb der Tragflächen                | 1977–                       | 28 m                 | 32 m                      | 160+                    | 70+                         | Ukraine (frühere Sowjetunion)                            | STOL-Transportflugzeug für Kurz- und Mittelstrecken                                                                            |
| Antonow An-74-300 / An-74TK-300                            | [ 30 ]                               | oberhalb der Tragflächen                | 2001–                       | 28 m                 | 32 m                      |                         |                             | Ukraine (frühere Sowjetunion)                            | in Entwicklung, STOL-Transportflugzeug für Kurz- und Mittelstrecken, auch ziviler Einsatz geplant                              |
| Arado Ar 234                                               | Arado 234B                           | unter den Tragflächen                   | 1944–1945                   | 12 m                 | 14 m                      | 210                     | –                           | Deutsches Reich                                          | erstes strahlturbinengetriebenes Bombenflugzeug                                                                                |
| Avia S-92                                                  | S-92                                 | unter den Tragflächen                   | 1946–1948                   | 13 m                 | 11 m                      | 12                      | –                           | Tschechoslowakei                                         | Variante der Me-262 |
| Avro Canada CF-100 Canuck                                  | CF-100                               | auf den Tragflächen aufgesetzt          | 1952–1959 (?)               | 16 m                 | 17 m                      | 692                     | –                           | Kanada                                                   | allwettertauglicher Abfangjäger                                                                                                |
| Avro 716 Shackleton MR.3 Phase 3                           |                                      | unter den Tragflächen                   | 1955–1958 (?)               | 27 m                 | 37 m                      |                         | –                           | Vereinigtes Königreich                                   | 4 Propeller-Triebwerke (RR Griffon 58 V12) und 2 unterstützende Jets (RR Viper)                                                |
| BAC TSR-2                                                  | BAC TSR 2                            | seitlich am Heck                        | 1964–1965 Anfang der 1960er | 27 m                 | 11 m                      | 3                       | –                           | Vereinigtes Königreich                                   | Prototypen eines Überschallaufklärers und -bombers                                                                             |
| Bell P-59 Airacomet                                        | P-59                                 | seitlich am Rumpf                       | 1944–Ende 1940er (ca.)      | 12 m                 | 14 m                      | 66                      | –                           | Vereinigte Staaten                                       | erstes Strahlflugzeug der USA                                                                                                  |
| Berijew A-40 Albatros Mermaid                              | A-40                                 | oberhalb des Rumpfes                    | 1986 (ca.), 2008–           | 43 m                 | 41 m                      | 2                       |                             | Russland                                                 | Prototypen, Transportflugzeug, weltgrößtes Amphibienflugzeug                                                                   |
| Berijew R-1                                                |                                      | oberhalb des Rumpfes                    | 1951–1952                   | 19 m                 | 20 m                      | 1                       | –                           | Sowjetunion                                              | Prototyp eines Flugboots in Schulterdeckerauslegung                                                                            |
| Berijew WWA-14                                             | [ 33 ]                               | oberhalb des Rumpfes                    | 1972–1975                   | 26 m                 | 29 m                      | 2                       | –                           | Sowjetunion                                              | Prototypen eines Amphibien-VTOL-Flugzeugs in Schulterdeckerauslegung                                                           |
| Blackburn B-103 Buccaneer                                  | BAC Buccaneer                        | seitlich am Rumpf                       | 1961–1977                   | 19 m                 | 13 m                      | 206                     | –                           | Vereinigtes Königreich                                   | Kampfflugzeug für Tiefflugangriffe                                                                                             |
| Boeing P-8 Poseidon                                        | P-8A                                 | unter den Tragflächen                   | 2008–                       | 39 m                 | 36 m                      | 1                       |                             | Vereinigte Staaten                                       | Prototyp eines Mehrzweck-Seeaufklärers (Multimission Maritime Aircraft), Variante einer Boeing 737-800                         |
| Boeing YC-14                                               | YC-14                                | oberhalb der Tragflächen                | 1976–1979                   | 40 m                 | 39 m                      | 2                       | –                           | Vereinigte Staaten                                       | Prototyp eines militärischen Transporters (in Konkurrenz zu McDonnell Douglas YC-15)                                           |
| Bombardier/Raytheon Sentinel R1                            | Sentinel                             | seitlich am Heck                        | 2005–                       | 30 m                 | 28 m                      | 5+                      | 5                           | Kanada / Vereinigte Staaten                              | Aufklärungsflugzeug |
| Bristol T.188                                              | T.188                                | in den Tragflächen                      | 1961–1964                   | 22 m                 | 11 m                      | 3                       | –                           | Vereinigtes Königreich                                   | Prototypen für Überschalltests bis Mach 3                                                                                      |
| Cessna A-37 Dragonfly                                      | -A37                                 | seitlich am Rumpf                       | 1966–1977                   | 9 m                  | 10 m                      | 616                     | 51                          | Vereinigte Staaten                                       | leichtes Kampfflugzeug; entwickelt aus der Cessna T-37                                                                         |
| Cessna T-37 Tweet                                          | T-37                                 | seitlich am Rumpf                       | 1955–1975                   | 9 m                  | 10 m                      | 1.272                   | 100+                        | Vereinigte Staaten                                       | Schulflugzeug (zivil und militärisch) ohne Bewaffnung                                                                          |
| Chengdu J-20 / 歼-6 / (auch: J-XX)                         | [ 34 ]                               | Heck- triebwerk                         | 2011–                       | 23 m (ca.)           | 14 m (ca.)                | 2+                      | 2+(?)                       | Volksrepublik China                                      | Kampfflugzeug mit Tarnkappeneigenschaft, ab 2011 in Flugerprobung                                                              |
| Convair F2Y Sea Dart                                       | F2Y                                  | Heck- triebwerk                         | 1953–1957                   | 16 m                 | 10 m                      | 5                       | –                           | Vereinigte Staaten                                       | Prototypen eines seegestützten Abfangjägers                                                                                    |
| Dassault Mirage 4000                                       | Mirage 4000                          | Heck- triebwerk                         | 1979–1980                   | 19 m                 | 12 m                      | 1                       | –                           | Frankreich                                               | Prototyp, Jagdbomber und Abfangjäger                                                                                           |
| Dassault Mirage IV                                         | Mirage IV                            | Heck- triebwerk                         | 1963–1968                   | 23 m                 | 12 m                      | 62                      | –                           | Frankreich                                               | taktischer Mittelstreckenbomber                                                                                                |
| Dassault Rafale                                            | Rafaele                              | Heck- triebwerk                         | 1997–                       | 15 m                 | 10 m                      | 115+                    | 115+                        | Frankreich                                               | Mehrzweckkampfflugzeug |
| De Havilland DH.110 Sea Vixen                              | DH.110                               | Heck- triebwerk                         | 1959–1962                   | 17 m                 | 15 m                      | 145+                    | –                           | Vereinigtes Königreich                                   | Jäger |
| Douglas A-3 Skywarrior                                     | A-3                                  | unter den Tragflächen                   | 1956–1961                   | 23 m                 | 22 m                      | 282                     | –                           | Vereinigte Staaten                                       | Bomber |
| Douglas B-66 Destroyer                                     | B-66                                 | unter den Tragflächen                   | 1956–1960 (?)               | 23 m                 | 22 m                      | 294                     | –                           | Vereinigte Staaten                                       | Aufklärer, Bomber |
| Douglas F3D / F-10 Skyknight                               | F3D                                  | seitlich am Rumpf                       | 1950–1952                   | 14 m                 | 15 m                      | 277                     | –                           | Vereinigte Staaten                                       | Jäger |
| Douglas X-3 Stiletto                                       | X-3                                  | Heck- triebwerk                         | 1952–1954                   | 20 m                 | 7 m                       | 1                       | –                           | Vereinigte Staaten                                       | Prototyp für Überschalltests                                                                                                   |
| Embraer R-99 / E-99 / P-99 / EMB-145H                      | R-99                                 | seitlich am Heck                        | 1999–                       | 28 m                 | 20 m                      | 22+                     | 22+                         | Brasilien                                                | Aufklärer, militärische Varianten (AEW, Recce) des ERJ 145                                                                     |
| Embraer KC-390                                             | KC-390                               | unter den Tragflächen                   | 2009–                       | 33 m                 | 34 m                      |                         |                             | Brasilien                                                | im Projektstadium, Mehrzweck-Transportflugzeug, Erstflug bis 2013 geplant                                                      |
| English Electric Canberra / Martin B-57                    | Electric                             | in den Tragflächen                      | 1951–1961                   | 15 m                 | 16 m                      | 1.352                   | –                           | Vereinigtes Königreich                                   | Kampfflugzeug, Lizenzfertigung in den USA als Martin B-57                                                                      |
| English Electric Lightning / BAC Lightning                 | Lightning                            | Heck- triebwerk (vertikal angeordnet)   | 1957–1960er (?)             | 17 m                 | 11 m                      | 337                     | –                           | Vereinigtes Königreich                                   | Abfangjäger |
| Eurofighter Typhoon                                        | Typhoon                              | Heck- triebwerk                         | 2003–                       | 15 m                 | 11 m                      | 178+                    | 178+                        | Deutschland / Italien / Spanien / Vereinigtes Königreich | Jagdflugzeug mit Erdkampffähigkeit                                                                                             |
| Fairchild-Republic A-10 Thunderbolt II                     | A-10                                 | oberhalb des Rumpfes                    | 1977–                       | 16 m                 | 17 m                      | 715                     | 554                         | Vereinigte Staaten                                       | Gefechtsfeldüberwachung, Erdkampfflugzeug                                                                                      |
| Aerospatiale (Potez) CM.170 Fouga Magister                 | Fouga                                | seitlich am Rumpf                       | 1952–1967                   | 10 m                 | 12 m                      | 929                     | –                           | Frankreich                                               | weltweit erster Strahltrainer                                                                                                  |
| General Dynamics F-111 Aardvark                            | F-111                                | Heck- triebwerk                         | 1967–1982                   | 22–23 m              | 20/10 m                   | 563                     | 21 (ca.)                    | Vereinigte Staaten                                       | Langstrecken-Angriffsflugzeug                                                                                                  |
| Gloster Javelin                                            | Gloster Javelin                      | Heck- triebwerk                         | 1954–1962 (ca.)             | 17 m                 | 16 m                      | 436                     | –                           | Vereinigtes Königreich                                   | Jagdflugzeug mit Deltaflügeln                                                                                                  |
| Gloster Meteor G.41                                        | Gloster Meteor                       | in den Tragflächen                      | 1943–1954                   | 13–15 m              | 13 m                      | 3.900 (ca.)             | –                           | Vereinigtes Königreich                                   | Jagdflugzeug |
| Grumman A-6 Intruder / EA-6 Prowler                        | A-6E                                 | seitlich am Rumpf                       | 1962–1990                   | 17–18 m              | 16/10 m                   | 693                     | 106+                        | Vereinigte Staaten                                       | Angriffsflugzeug zur elektronischen Kampfführung                                                                               |
| Grumman F-14 Tomcat                                        | F-14                                 | Heck- triebwerk                         | 1974–1992                   | 19 m                 | 19/10 m                   | 712                     | 25                          | Vereinigte Staaten                                       | Mehrzweckjäger |
| HAL HF 24 Marut                                            | HF 24                                | Heck- triebwerk                         | 1961–1977                   | 16 m                 | 9 m                       | 147                     | –                           | Indien                                                   | Jagdbomber |
| Harbin H-5 / 轰-5                                          | [ 39 ]                               | unter den Tragflächen                   | 1950–Ende der 1960er        | 18 m                 | 21 m                      | 506 (ca.)               | –                           | Volksrepublik China                                      | Variante der Il-28 |
| Heinkel He 280                                             | He280                                | unter den Tragflächen                   | 1940–1943                   | 10 m                 | 12 m                      | 9                       | –                           | Deutsches Reich                                          | Prototypen eines Jagdflugzeuges                                                                                                |
| HESA Azarakhsh                                             | [ 41 ]                               | Heck- triebwerk                         | 1997– (ca.)                 | 14 m (ca.)           | 8 m (ca.)                 | 6+                      | 6+                          | Iran / Vereinigte Staaten                                | Totalumbau der F-5E Tiger II, doppeltes Seitenleitwerk                                                                         |
| HESA Saeqeh                                                | [ 43 ]                               | Heck- triebwerk                         | 2004– (ca.)                 | 14 m (ca.)           | 8 m (ca.)                 | 3+                      | 3+                          | Iran / Vereinigte Staaten                                | Totalumbau der F-5E Tiger II, doppeltes Seitenleitwerk                                                                         |
| Hesa Simorgh                                               |                                      | Heck- triebwerk                         | 2002– (ca.)                 | 14 m (ca.)           | 8 m                       | 10+                     | 10+                         | Iran / Vereinigte Staaten                                | Totalumbau der F-5 |
| Hispano Aviación HA-200 Saetta / Super Saetta              | HA-200                               | Heck- triebwerk                         | 1961–1975 (?)               | 9 m                  | 11 m                      | 200 (ca.)               | –                           | Spanien                                                  | Strahltrainer und leichtes Erdkampfflugzeug                                                                                    |
| Hongdu L-15 / L-15猎鹰 Falcon                              | L-15                                 | Heck- triebwerk                         | 2006– (noch in Entwicklung) | 12 m                 | 10 m                      | 3                       | 3                           | Volksrepublik China                                      | Prototypen, Jettrainer, in Zusammenarbeit mit dem russ. OKB                                                                    |
| Horten H IX (auch: Ho 229, Gotha Go 229)                   | H IX                                 | Heck- triebwerk                         | 1944–1945                   | 7 m                  | 17 m                      | 3                       | –                           | Deutsches Reich                                          | Prototypen eines Nurflügel-Strahlflugzeugs                                                                                     |
| Iljuschin Il-214 MTA                                       | Modell der IL-214                    | unter den Tragflächen                   | 2009–                       | 33 m                 | 30 m                      |                         |                             | Russland / Indien                                        | in Entwicklung, Mehrzweck-Transportflugzeug, Erstflug bis 2014 geplant                                                         |
| Iljuschin Il-28 Beagle                                     | Il-28                                | unter den Tragflächen                   | 1950–Ende der 1960er        | 18 m                 | 21 m                      | 6.316                   | –                           | Sowjetunion                                              | Bombenflugzeug |
| Iljuschin Il-30                                            | [ 48 ]                               | unter den Tragflächen                   | 1949–1951 (?)               | 18 m                 | 17 m                      | 1                       | –                           | Sowjetunion                                              | taktisches Bombenflugzeug |
| Iljuschin Il-40 Brawny                                     |                                      | seitlich am Rumpf                       | 1953                        | 17 m                 | 16 m                      | 2                       | –                           | Sowjetunion                                              | Prototypen, Erdkampfflugzeug                                                                                                   |
| Iljuschin Il-46                                            | Skizze der Il-46                     | unter den Tragflächen                   | 1952                        | 27 m                 | 30 m                      | 2 (?)                   | –                           | Sowjetunion                                              | Prototypen, schweres Bombenflugzeug (alternativ zur Tu-16)                                                                     |
| Iljuschin Il-54 Blowlamp                                   |                                      | unter den Tragflächen                   | 1955                        | 29 m                 | 18 m                      | 2 (?)                   | –                           | Sowjetunion                                              | Prototypen, taktisches Bombenflugzeug                                                                                          |
| Jakowlew Jak-25 Flashlight / Jak-25RV / 25PB               | Jak-25                               | unter den Tragflächen                   | 1954–1960 (?)               | 16 m                 | 11 m                      | 638                     | –                           | Sowjetunion                                              | Allwetter-Abfangjagdflugzeug                                                                                                   |
| Jakowlew Jak-27 Flashlight-C                               | Jak-27                               | unter den Tragflächen                   | 1956–1962 (?)               | 17 m                 | 12 m                      | 180 (ca.)               | –                           | Sowjetunion                                              | Aufklärer, Bomber und Jäger |
| Jakowlew Jak-28 Brewer                                     | Jak-28                               | unter den Tragflächen                   | 1958–1970er (?)             | 13 m                 | 22–23 m                   | 1.180                   | –                           | Sowjetunion                                              | Abfangjäger, leichter Bomber                                                                                                   |
| Jakowlew Jak-36 Freehand                                   | Jak-36                               | unten am Rumpf (VTOL)                   | 1963–Ende 1960er (?)        | 15 m                 | 7 m                       | 12                      | –                           | Sowjetunion                                              | VTOL-Kampfflugzeug, Technologieträger, Vorläufer der Jak-38                                                                    |
| Jakowlew Jak-130 (Yak-130)                                 | Jak-130                              | Heck- triebwerk                         | 1996/2002–                  | 11 m                 | 10 m                      | 12+                     | 12+                         | Russland                                                 | Trainer, noch in Flugerprobung                                                                                                 |
| Kawasaki C-1                                               | C-1                                  | unter den Tragflächen                   | 1973–1980                   | 29 m                 | 30 m                      | 31                      | 27                          | Japan                                                    | Transporter |
| Kawasaki C-2 (auch: XC-2, C-X)                             | XC-2                                 | unter den Tragflächen                   | 2007–                       | 44 m                 | 44 m                      | 2                       | 1                           | Japan                                                    | Prototypen in Flugerprobung, Transporter, Erstflug 26. Januar 2010                                                             |
| Kawasaki T-4                                               | T-4                                  | Heck- triebwerk                         | 1985–                       | 13 m                 | 10 m                      | 212                     | 206                         | Japan                                                    | Strahltrainer |
| Lawotschkin La-200                                         | Zeichnung La-200                     | Heck- triebwerk                         | 1949                        | 17 m                 | 13 m                      | 1                       | –                           | Sowjetunion                                              | Prototyp, Jagdflugzeug |
| Lawotschkin La-250 Anakonda                                | La-250                               | Heck- triebwerk                         | 1956–1957                   | 27 m                 | 14 m                      | 4                       | –                           | Sowjetunion                                              | Experimentaltyp, Abfangjäger                                                                                                   |
| Lockheed F-117 Nighthawk                                   | F-117                                | oberhalb der Tragflächen                | 1981–Anfang 1990er          | 20 m                 | 13 m                      | 64                      | –                           | Vereinigte Staaten                                       | Tarnkappenbomber, Angriffsflugzeug, seit April 2008 außer Dienst                                                               |
| Lockheed Martin F-22 Raptor                                | F-22                                 | Heck- triebwerk                         | 2002–                       | 18 m                 | 19 m                      | 143+                    | 129+                        | Vereinigte Staaten                                       | Luftüberlegenheitsjäger |
| Lockheed Martin F-35B Lightning II JSF                     | F-35 AA1                             | Heck- triebwerk, Hubtriebwerk           | 2007–                       | 16 m                 | 11 m                      | 3+                      | 3+                          | Vereinigte Staaten                                       | STOVL-Variante des F-35 Stealth-Mehrzweck- kampfflugzeugs, in Flugerprobung                                                    |
| Lockheed A-12 Oxcart                                       | A-12                                 | in den Tragflächen                      | 1962–1964                   | 31 m                 | 17 m                      | 13                      | –                           | Vereinigte Staaten                                       | strategischer Höhenaufklärer                                                                                                   |
| Lockheed S-3 Viking                                        | S-3                                  | unter den Tragflächen                   | 1974–1978                   | 16 m                 | 21/9 m                    | 187                     | –                           | Vereinigte Staaten                                       | trägergestütztes U-Jagdflugzeug                                                                                                |
| Lockheed SR-71 Blackbird                                   | SR-71                                | in den Tragflächen                      | 1964–1968 (ca.)             | 32 m                 | 16 m                      | 32                      | –                           | Vereinigte Staaten                                       | strategischer Höhenaufklärer                                                                                                   |
| Lockheed YF-12                                             | YF-12                                | in den Tragflächen                      | 1963–1964 (ca.)             | 31 m                 | 17 m                      | 3                       | –                           | Vereinigte Staaten                                       | Prototypen, strategischer Höhenaufklärer                                                                                       |
| McDonnell F-101 Voodoo                                     | F-101                                | Heck- triebwerk                         | 1956–1961                   | 20 m                 | 12 m                      | 855                     | –                           | Vereinigte Staaten                                       | Jagdflugzeug |
| McDonnell F2H Banshee                                      | F2H                                  | seitlich am Rumpf                       | 1948–1953                   | 14 m                 | 13 m                      | 895                     | –                           | Vereinigte Staaten                                       | trägergestützter Jagdbomber |
| McDonnell Douglas F-4 Phantom II                           | F-4                                  | Heck- triebwerk                         | 1958–1981                   | 18–19 m              | 12 m                      | 5.195                   | 605                         | Vereinigte Staaten                                       | Angriffsflugzeug |
| McDonnell Douglas / Boeing F-15 Eagle                      | F-15                                 | Heck- triebwerk                         | 1975–                       | 19 m                 | 13 m                      | 1.603                   | 936                         | Vereinigte Staaten                                       | Luftüberlegenheitsjäger |
| McDonnell Douglas / Boeing F/A-18 Hornet                   | F-18                                 | Heck- triebwerk                         | 1980–                       | 17 m                 | 18 m                      | 1.808                   | 1.045                       | Vereinigte Staaten                                       | Jagdbomber |
| Messerschmitt Me 262                                       | Me 262                               | unter den Tragflächen                   | 1942–1945                   | 10 m                 | 11 m                      | 1.433                   | –                           | Deutsches Reich                                          | erster serienmäßiger, strahlgetriebener Jäger (Schwalbe) und Jagdbomber (Sturmvogel)                                           |
| Mikojan-Gurewitsch MiG-AT                                  | MiG-AT                               | seitlich am Rumpf                       | 1996–                       | 12 m                 | 10 m                      |                         |                             | Russland / Frankreich                                    | Trainer, Prototypen |
| Mikojan-Gurewitsch I-320                                   | [ 54 ]                               | seitlich am Heck                        | 1949–1950                   | 16 m                 | 14 m                      | 3                       | –                           | Sowjetunion                                              | Prototypen, Abfangjäger |
| Mikojan-Gurewitsch MiG-9 Fargo                             | MiG-9                                | seitlich am Heck                        | 1946–1948                   | 10 m                 | 10 m                      | 598                     | –                           | Sowjetunion                                              | Jagdflugzeug |
| Mikojan-Gurewitsch MiG-19 Farmer (auch: FT-6)              | MiG-19                               | Heck- triebwerk                         | 1955–1959                   | 13–15 m              | 9 m                       | 2.500 (ca.)             | –                           | Sowjetunion                                              | Jagdflugzeug, Jagdbomber, Aufklärer und Trainer (FT-6)                                                                         |
| Mikojan-Gurewitsch MiG-25 Foxbat                           | MiG-25                               | Heck- triebwerk                         | 1969–1958                   | 19–23 m              | 13–14 m                   | 1.190                   | 139                         | Sowjetunion                                              | Abfangjäger |
| Mikojan-Gurewitsch MiG-29 Fulcrum                          | MiG-29                               | Heck- triebwerk                         | 1979–1991 (ca.)             | 17 m                 | 11 m                      | 1.257                   | 957                         | Russland / Sowjetunion                                   | Mehrzweckjäger |
| Mikojan-Gurewitsch MiG-31 Foxhound                         | MiG-31                               | Heck- triebwerk                         | 1982–1989 (ca.)             | 22 m                 | 13 m                      | 500 (ca.)               | 190                         | Sowjetunion                                              | Langstrecken-Abfangjäger |
| Mikojan-Gurewitsch MiG-35 Fulcrum-F                        | MiG-35                               | Heck- triebwerk                         | 2007–                       | 17 m                 | 11 m                      | 10                      |                             | Russland                                                 | Mehrzweckjäger |
| Mikojan-Gurewitsch MiG 1.44 Flatpack (= MiG 1.42 / M-39)   | MiG-39                               | Heck- triebwerk                         | 1999–2003 (ca.)             | 22 m                 | 16 m                      | 1                       | –                           | Russland                                                 | Prototyp eines Mehrzweckjägers                                                                                                 |
| Mitsubishi F-1                                             | F-1                                  | seitlich am Rumpf                       | 1977–1981                   | 18 m                 | 8 m                       | 77                      | –                           | Japan                                                    | Erdkampfflugzeug zur Schiffsbekämpfung                                                                                         |
| Mitsubishi T-2                                             | T-2                                  | seitlich am Rumpf                       | 1975–1988                   | 18 m                 | 8 m                       | 90                      | –                           | Japan                                                    | Trainingsflugzeug zur Schiffsbekämpfung                                                                                        |
| Mjassischtschew M-17 Mystic / M-55 Geofisika               | M-17                                 | Heck- triebwerk                         | 1982–1990er (ca.)           | 22 m                 | 40 m                      | 5                       | 1+ (?)                      | Russland / frühere Sowjetunion                           | Höhenaufklärer, im zivilen Höhenforschungseinsatz                                                                              |
| Morane-Saulnier MS.755 Fleuret                             | [ 57 ]                               | seitlich am Rumpf                       | 1953–1954 (ca.)             | 10 m                 | 10 m                      | 1                       | –                           | Frankreich                                               | Prototyp, Vorläuferin der MS.760                                                                                               |
| Morane-Saulnier MS.760 Paris                               | MS.760                               | seitlich am Rumpf                       | 1954–1964 (ca.)             | 10 m                 | 10 m                      | 165                     | 11(?)                       | Frankreich                                               | Jet-Trainer, auch in zivilem Einsatz                                                                                           |
| NAL / HAL Saras                                            | Saras                                | seitlich am Heck                        | 2004–                       | 15 m                 | 15 m                      | 2+                      |                             | Indien                                                   | leichtes Transportflugzeug, in Flugerprobung                                                                                   |
| Nanchang A-5 / Q-5 / Qiangji-5 Fantan                      | Q-5                                  | seitlich am Heck                        | 1965–1992                   | 16 m                 | 10 m                      | 1.000 (ca.)             | 600                         | Volksrepublik China                                      | leichter Jagdbomber, Variante der MiG-19                                                                                       |
| Nord 1500 Griffon                                          | Griffon                              | seitlich unterhalb des Rumpfes          | 1957–1958                   | 14 m                 | 8 m                       | 2                       | –                           | Frankreich                                               | Experimentaltyp mit Hybridantrieb (Strahl- und Staustrahltriebwerk)                                                            |
| Nord 1601                                                  | [ 59 ]                               | in den Tragflächen nahe am Rumpf        | 1950                        | 13 m (?)             | 12 m                      | 1                       | –                           | Frankreich                                               | Experimentaltyp mit gepfeilten Tragflächen                                                                                     |
| North American A-5 Vigilante                               | NA A-5                               | seitlich am Rumpf                       | 1956–1963, 1968–1970        | 23 m                 | 16 m                      | 158                     | –                           | Vereinigte Staaten                                       | trägergestützter, überschallschneller Allwetterbomber                                                                          |
| North American T-2 Buckeye                                 | T-2                                  | Heck- triebwerk unterhalb des Rumpfes   | 1959–1975                   | 12 m                 | 12 m                      | 529                     | –                           | Vereinigte Staaten                                       | Trainingsflugzeug, 2008 außer Dienst gestellt                                                                                  |
| North American T-39 / Rockwell Sabreliner                  | T-39                                 | seitlich am Heck                        | 1959–1982 (ca.)             | 13 m                 | 14 m                      | 800+                    | 21+                         | Vereinigte Staaten                                       | zivil als Geschäftsflugzeug, militärisch als Strahltrainer                                                                     |
| Northrop F-5A/B Freedom Fighter, F-5E/F Tiger II           | F-5                                  | Heck- triebwerk                         | 1962–1987                   | 14 m                 | 8 m                       | 2.238                   | 620                         | Vereinigte Staaten                                       | taktischer Leichtbaujäger |
| Northrop F-89 Scorpion                                     | F-69                                 | seitlich unterhalb des Rumpfes          | 1949–1958                   | 16 m                 | 18 m                      | 1.050                   | –                           | Vereinigte Staaten                                       | Allwetter-Abfangjäger |
| Northrop T-38 Talon                                        | T-38                                 | Heck- triebwerk                         | 1961–1972                   | 14 m                 | 8 m                       | 1.187                   | 591                         | Vereinigte Staaten                                       | erster Überschall-Strahltrainer                                                                                                |
| Northrop XP-79 Flying Ram                                  | XP-79                                | seitlich am Rumpf                       | 1945                        | 4 m                  | 9 m                       | 1                       | –                           | Vereinigte Staaten                                       | Prototyp eines Nurflügelflugzeugs                                                                                              |
| Northrop YA-9                                              | YA-9                                 | unter den Tragflächen                   | 1972–1973                   | 16 m                 | 17 m                      | 2                       | –                           | Vereinigte Staaten                                       | Prototypen eines Erdkampfflugzeuges                                                                                            |
| Northrop YF-23 Black Widow II                              | YF-23                                | am Heck oberhalb der Tragflächen        | 1987–1991                   | 20 m                 | 13 m                      | 2                       | –                           | Vereinigte Staaten                                       | Prototypen eines Kampfflugzeuges in Konkurrenz zur F-22                                                                        |
| Northrop Grumman Scaled Composites Model 281 Proteus       | Proteus                              | oberhalb des Rumpfes                    | 1998                        | 17 m                 | 24 m                      | 1                       | 1                           | Vereinigte Staaten                                       | Prototyp mit Tandemflügeln, optimiert für Höhen zwischen 15 und 19 km, von Northrop Grumman für die UAV-Entwicklung übernommen |
| Panavia 200 (PA-200) Tornado IDS/ECR, GR                   | Tornado                              | Heck- triebwerk                         | 1973–1999                   | 16–18 m              | 14/8 m                    | 992                     | 473                         | Vereinigtes Königreich / Deutschland / Italien           | Abfangjäger |
| Panavia Tornado Air Defence Variant (ADV) / F1, F2, F3     | Tornado ADV                          | Heck- triebwerk                         | 1979–1999                   | 19 m                 | 14/9 m                    | 218                     | 41                          | Vereinigtes Königreich                                   | Abfangjäger der 4. Generation                                                                                                  |
| PZL I-22/M-93 Iryda                                        | I-22                                 | Heck- triebwerk                         | 1985–1996                   | 13 m                 | 10 m                      | 8                       | –                           | Polen                                                    | Strahltrainer |
| Raytheon T-1 / T-400 (Varianten der Raytheon Beechjet 400) | Raytheon T-1                         | seitlich am Heck                        | 1992–1997 (ca.)             | 15 m                 | 13 m                      | 192                     | 192                         | Vereinigte Staaten                                       | Strahltrainer (v. a. Fracht- und Tankerpiloten)                                                                                |
| Saab 105                                                   | Saab 105                             | seitlich am Rumpf                       | 1966–Anfang 1970er (?)      | 11 m                 | 10 m                      | 191                     | 134                         | Schweden                                                 | Strahltrainer, Kampf- und Aufklärungsflugzeug                                                                                  |
| Saunders-Roe SR.A/1                                        | SR.A/1                               | seitlich am Rumpf                       | 1947                        | 14 m                 | 14 m                      | 3                       | –                           | Vereinigtes Königreich                                   | Prototypen eines Flugboots der Royal Air Force                                                                                 |
| SEPECAT Jaguar                                             | Sepceat                              | Heck- triebwerk                         | 1973–1985                   | 16 m                 | 9 m                       | 543                     | 166 (ca.)                   | Frankreich / Vereinigtes Königreich                      | Angriffs- und Aufklärungs- flugzeug                                                                                            |
| Shenyang J-6 / 歼-6 / JJ-6 / F-6 Testbed                   | J-6                                  | Heck- triebwerk                         | 1970–1986                   | 13–15 m              | 9 m                       | 3.000 (ca.)             | 458                         | Volksrepublik China                                      | Variante der MiG-19 |
| Shenyang J-8 / 歼-8 / Jianjiji-8 / Jian-8 / F-8 Finback    | J-8                                  | Heck- triebwerk                         | 1980–                       | 21–22 m              | 9 m                       | 300 (ca.)               | 220                         | Volksrepublik China                                      | Luftüberlegenheitsjäger |
| Shenyang J-11 / 歼-11 / Jianji-11 / Jian-11                | [ 68 ]                               | Heck- triebwerk                         | 2009–                       | 22 m                 | 15 m                      | 260+                    | 249+                        | Volksrepublik China                                      | Mehrzweckjäger, Variante der Su-27/30                                                                                          |
| Shenyang J-15 / J-11B / 歼-15 Flying Shark                 | [ 69 ]                               | Heck- triebwerk                         | 1998–                       | m                    | m                         | 2+                      | 2+                          | Volksrepublik China                                      | Prototypen (Erstflug 31. August 2009), Mehrzweckjäger, Variante der Su-27/33                                                   |
| SNCASO SO-4050 Vautour                                     | Vautour IIA                          | unter den Tragflächen                   | 1958–1960 (ca.)             | 16 m                 | 15 m                      | 149                     | –                           | Frankreich                                               | Mehrzweckkampfflugzeug (MRCA)                                                                                                  |
| Soko J-22 Orao / IAR-93                                    | Su-15                                | Heck- triebwerk                         | 1981–1992                   | 15 m                 | 10 m                      | 410                     | 33 (?)                      | Jugoslawien Rumänien                                     | Jagdbomber |
| Suchoi Su-15 Flagon                                        | Su-15                                | Heck- triebwerk                         | 1967–1979                   | 20 m                 | 9 m                       | 1.290                   | –                           | Sowjetunion                                              | |
| Suchoi Su-24 Fencer                                        | Su-24                                | Heck- triebwerk                         | 1974–1980er (ca.)           | 24 m                 | 10–18 m                   | 1.400+ (ca.)            | 811                         | Sowjetunion                                              | Bomber, Erdkampf- flugzeug |
| Suchoi Su-25 Frogfoot                                      | Su-25                                | Heck- triebwerk                         | 1981–                       | 15 m                 | 14 m                      | 1.024+                  | 525                         | Russland (frühere Sowjetunion)                           | Erdkampfflugzeug |
| Suchoi Su-27 Flanker                                       | Su-27                                | Heck- triebwerk                         | 1984–                       | 21 m                 | 14 m                      | 812+(?)                 | 674+(?)                     | Russland / Sowjetunion                                   | Luftüberlegenheitsjäger, einsitzig                                                                                             |
| Suchoi Su-28 (auch: Su-25UT)                               | Su-25UT                              | seitlich am Rumpf                       | 1987                        | 15 m                 | 14 m                      | 1                       | –                           | Sowjetunion                                              | Prototyp eines Strahltrainers, Variante der Su-25                                                                              |
| Suchoi Su-30 Flanker-C (auch: Su-27/30)                    | Su-30                                | Heck- triebwerk                         | 1991–                       | 22 m                 | 14 m                      | 153+(?)                 | 152+(?)                     | Russland                                                 | Langstrecken-Jagdbomber, zweisitzig                                                                                            |
| Suchoi Su-33 Flanker-D (auch: Su-27K)                      | Su-33                                | Heck- triebwerk                         | 1993–1994                   | 21 m                 | 15 m                      | 25+(?)                  | 25+(?)                      | Russland                                                 | Luftüberlegenheitsjäger, trägergeiegnete Variante der Su-27                                                                    |
| Suchoi Su-34 Fullback                                      | Su-34                                | Heck- triebwerk                         | 2006–                       | 23 m                 | 15 m                      | 10+                     | 10+                         | Russland                                                 | zweisitziger Jagdbomber |
| Suchoi Su-35 Super-Flanker / Su-35BM                       | Su-35                                | Heck- triebwerk                         | 1988–1996 (ca.), 2008–      | 22 m                 | 15 m                      | 3+(?)                   | 3+(?)                       | Russland / frühere Sowjetunion                           | Luftüberlegenheitsjäger, in Flugerprobung                                                                                      |
| Suchoi Su-47 Berkut (auch: Su-37)                          | Su-47                                | Heck- triebwerk                         | 1997–                       | 23 m                 | 15 m                      | 2                       | 1                           | Russland                                                 | Experimentalflugzeug, Luftüberlegenheitsjäger                                                                                  |
| Suchoi Su-57 PAK FA                                        | [ 72 ]                               | Heck- triebwerk                         | 2000–                       | 21 m                 | 14 m                      | 2                       | 1                           | Russland / Indien                                        | Prototyp, Stealth-Mehrzweckkampfflugzeug der 5. Generation, in Flugerprobung; Indien beteiligt am Zweisitzer                   |
| Supermarine Scimitar                                       | Scimitar                             | seitlich am Rumpf                       | 1957–1960 (ca.)             | 17 m                 | 11 m                      | 76                      | –                           | Vereinigtes Königreich                                   | Abfangjäger, Jagdbomber |
| Textron AirLand Scorpion                                   | Textron Airland Scorpion - RIAT 2014 | seitlich am Rumpf                       | 2013–                       | 13 m                 | 14 m                      | 1                       | -                           | Vereinigte Staaten                                       | Prototyp; leichtes Kampfflugzeug, Aufklärer (ISR)                                                                              |
| Tupolew Tu-14 Bosun                                        | Tu-14 (Modell)                       | unter den Tragflächen                   | 1951–1953 (ca.)             | 21 m                 | 22 m                      | 550 (ca.)               | –                           | Sowjetunion                                              | Bomber für Kurz- und Mittelstrecken                                                                                            |
| Tupolew Tu-16 Badger / Type 39                             | Tu-16                                | in den Tragflächen                      | 1953–Mitte 1970er           | 26 m                 | 33 m                      | 1.059                   | –                           | Sowjetunion                                              | strategischer Bomber |
| Tupolew Tu-22 Blinder (davor Beauty)                       | Tu-22                                | Heck- triebwerk (oberhalb des Rumpfes)  | 1962–Ende 1970er            | 42 m                 | 23 m                      | 311                     | –                           | Sowjetunion                                              | strategischer Bomber |
| Tupolew Tu-22M Backfire                                    | Tu-22M                               | Heck- triebwerk                         | 1972–1987 (ca.)             | 42 m                 | 34/23 m                   | 497                     | 151                         | Russland (frühere Sowjetunion)                           | Mittelstrecken-Bomber |
| Tupolew Tu-28 / Tu-128 Fiddler                             | Tu-28/Tu-128                         | Heck- triebwerk                         | 1963–1970                   | 27 m                 | 20 m                      | 188                     | –                           | Sowjetunion                                              | Langstrecken-Abfangjäger |
| Vought F7U Cutlass                                         | F7U                                  | Heck- triebwerk                         | 1950–1955                   | 13 m                 | 12 m                      | 320                     | –                           | Vereinigte Staaten                                       | Jagdflugzeug |
| Xian H-6                                                   | H-6                                  | seitlich am Rumpf unter den Tragflächen | 1968–                       | 34 m                 | 33 m                      | 150++                   | 150                         | Volksrepublik China                                      | Variante der Tu-16 Badger |
| Xian JH-7 Flounder / FBC-1 Flying Leopard                  | JH-7                                 | Heck- triebwerk                         | 1992–                       | 21 m                 | 13 m                      | 140 (?)                 | 35 (?)                      | Volksrepublik China                                      | Langstrecken-Mehrzweckflugzeug, erstes chinesisches Kampfflugzeug ohne russisches Vorbild                                      |

## Klassifizierung zweistrahliger Hybrid- und Spezialkonstruktionen nach Abmessung und Produktion
Hinweis zur Tabelle: Zum schnellen Überblick sind die im Jahre 2012 eingesetzten Flugzeugtypen hellblau hinterlegt. Die Spalten lassen sich durch Anklicken der kleinen Pfeile in der Überschriftenleiste sortieren.
| Flugzeugtyp                              | Bild   | Befestigung der Triebwerke               | Produktion (Zeitraum) | Länge (von-bis) in m | Spannweite (von-bis) in m | Stück Produktion (2012) | Stück im Einsatz (2012) | Land               | Bemerkung                                                           |
| ---------------------------------------- | ------ | ---------------------------------------- | --------------------- | -------------------- | ------------------------- | ----------------------- | ----------------------- | ------------------ | ------------------------------------------------------------------- |
| A-90 Orljonok (Ekranoplan)               | A-90   | seitlich am Cockpit                      | 1975–1980             | 58 m                 | 32 m                      | 5                       | –                       | Sowjetunion        | zusätzlicher Propeller am Seitenleitwerk, Bodeneffektfahrzeug       |
| Lockheed P-2 / P2V Neptune               | P-2    | unterhalb der Tragflächen                | 1946–1962             | 28 m                 | 32 m                      | 1.118                   | –                       | Vereinigte Staaten | die Jets unterstützen die 2-Propeller-Triebwerke                    |
| Lockheed Martin P-175 Polecat            | [ 76 ] | Heck- triebwerk                          | 2005–2006             |                      | 27 m                      | 1                       | –                       | Vereinigte Staaten | UAV, Prototyp, Entwicklung wahrscheinlich eingestellt wegen Absturz |
| Sikorsky S-72 RSRA „X-Wing“ (Helikopter) | X-Wing | seitlich am Cockpit unterhalb des Rotors | 1976 (–1988)          | 22 m                 | 19 m                      | 2                       | –                       | Vereinigte Staaten | Prototypen, Durchmesser des Hauptrotors: 18 m                       |

## Klassifizierung militärisch genutzter zweistrahliger unbemannter Flugzeuge (sog. Drohnen) nach Abmessung und Produktion
Zweistrahlige Drohnen sind zwar unbemannt und derzeit im Vergleich zu den „klassischen“ Flugzeugen meistens noch relativ klein in ihren Abmessungen, werden aber von außen durch sog. Joystick-Piloten gesteuert und können somit als „echte“ pilotengesteuerte Flugzeuge angesehen werden. Ihre Bedeutung wird mit fortschreitender technischer Reifung in Zukunft besonders im militärischen Bereich erheblich zunehmen.
Hinweis zur Tabelle: Zum schnellen Überblick sind die im Jahre 2012 eingesetzten oder in Entwicklung befindlichen Flugzeugtypen hellblau hinterlegt. Die Spalten lassen sich durch Anklicken der kleinen Pfeile in der Überschriftenleiste sortieren.
| Flugzeugtyp   | Bild     | Befestigung der Triebwerke    | Produktion (Zeitraum) | Länge (von-bis) in m | Spannweite (von-bis) in m | Stück Produktion (2012) | Stück einsatz- fähig (2012) | Land                              | Bemerkung                                                              |
| ------------- | -------- | ----------------------------- | --------------------- | -------------------- | ------------------------- | ----------------------- | --------------------------- | --------------------------------- | ---------------------------------------------------------------------- |
| EADS Talarion | Talarion | oberhalb des hinteren Rumpfes | in Entwicklung        | 12 m                 | 28 m                      |                         |                             | Deutschland/ Frankreich / Spanien | Unbemanntes Luftfahrzeug (MALE); in Entwicklung, Erstflug 2015 geplant |